# 古川彰治
古川彰治（ふるかわ　しょうじ、- ）は、日本のプロテニスプレーヤー。

## 略歴
近畿大学法学部法律学科卒業、プロテニスプレーヤーとして、兵庫県を中心にテニススクールの運営や指導にあたる。テニススクールの運営・管理会社である株式会社古川テニス企画代表取締役、株式会社コアスポーツコーポレーション代表取締役社長。財団法人日本テニス協会普及委員、関西テニス協会理事、兵庫県テニス協会元副理事長、宝塚市テニス協会理事長を勤める。財団法人日本体育協会公認テニスマスター教師、JPTAプロフェッショナル１、ミズノ株式会社テニスアドバイザリープロスタッフ。 

## 人物像
- 世界を目指すジュニアの登竜門となる「兵庫国際ジュニアテニストーナメント」を仲間と共に創設し、開催運営に尽力した。
- 現在、宝塚テニスクラブを拠点に多数のテニススクールを運営している。卒業生には、全日本学生優勝の吉備雄也（早稲田大学）やプロテニスプレーヤーの岡あゆみがいる。